# Грант (округ, Індіана)
Шаблон:StateAbbr_ 40°31′ пн. ш. 85°39′ зх. д. / 40.52° пн. ш. 85.65° зх. д.
Округ Грант (англ. Grant County) — округ (графство) у штаті  Індіана, США. Ідентифікатор округу 18053.

## Історія
Округ утворений 1831 року.

## Демографія
За даними перепису 
2000 року 
загальне населення округу становило 73403 осіб, зокрема міського населення було 52523, а сільського — 20880.
Серед мешканців округу чоловіків було 35215, а жінок — 38188. В окрузі було 28319 домогосподарств, 19578 родин, які мешкали в 30560 будинках.
Середній розмір родини становив 2,92.
Віковий розподіл населення поданий у таблиці:
| Стать    | До 15 років | 15-21 | 22-29 | 30-39 | 40-49 | 50-65 | 65-85 | Понад 85 |
| -------- | ----------- | ----- | ----- | ----- | ----- | ----- | ----- | -------- |
| Чоловіки | 7355        | 4337  | 3355  | 4546  | 5144  | 6048  | 4083  | 347      |
| Жінки    | 7069        | 4533  | 3454  | 4802  | 5406  | 6349  | 5661  | 914      |

## Суміжні округи
- Гантінгтон — північний схід
- Веллс — північний схід
- Блекфорд — схід
- Делавер — південний схід
- Медісон — південь
- Тіптон — південний захід
- Говард — захід
- Маямі — північний захід
- Вобаш — північний захід

## Виноски
1. ↑  US Decennial Census. US Census Bureau. Архів оригіналу за 26 квітня 2015. Процитовано 10 липня 2014.
2. ↑  Historical Census Browser. University of Virginia Library. Архів оригіналу за 16 серпня 2012. Процитовано 10 липня 2014.
3. ↑  Population of Counties by Decennial Census: 1900 to 1990. US Census Bureau. Архів оригіналу за 4 жовтня 2014. Процитовано 10 липня 2014.
4. ↑  Census 2000 PHC-T-4. Ranking Tables for Counties: 1990 and 2000 (PDF). US Census Bureau. Архів оригіналу (PDF) за 18 грудня 2014. Процитовано 10 липня 2014.
5. ↑  Grant County QuickFacts. US Census Bureau. Архів оригіналу за 7 червня 2011. Процитовано 17 вересня 2011.(англ.) Наведено за англійською вікіпедією.
6. ↑  American FactFinder. Бюро перепису населення США. Архів оригіналу за 21 травня 2008. Процитовано 31 січня 2008.

| США | Це незавершена стаття з географії США. Ви можете допомогти проєкту, виправивши або дописавши її. |